# Яремчук, Мария Назаровна
Мари́я Наза́ровна Яремчу́к (укр. Яремчук Марія Назарівна; род. 2 марта 1993, Черновцы, Черновицкая область, Украина) — украинская эстрадная певица. Участница проекта «Голос страны», бронзовый призёр конкурса «Новая волна 2012». В 2014 году представляла Украину на конкурсе Евровидение, по итогам которого заняла 6-е место. Дочь заслуженного артиста Украины Назария Яремчука (1951—1995).

## Биография

### Ранние годы
Мария Яремчук родилась в Черновцах 2 марта 1993 года в семье народного артиста Украины Назария Яремчука. Её отец умер от рака желудка, когда Марии было всего два года. У неё есть два брата Назарий и Дмитрий и старшая сестра Вера от первого брака матери.
В 2009 году Мария окончила гимназию № 4 города Черновцы и поступила в Киевскую муниципальную академию эстрадного и циркового искусств им. Л. О. Утёсова на класс эстрадного вокала. Она также заочно окончила факультет истории и политологии международных отношений Черновицкого государственного университета по специальности «Международные отношения».

### Карьера
В 2012 году стала участницей проекта «Голос страны», где попала в команду к Александру Пономарёву и заняла 4-е место.
В апреле 2012 года прошла кастинг на конкурс «Новая волна 2012», где стала единственным представителем от Украины. На отборочный тур конкурса Марию Яремчук пригласил Игорь Крутой, услышавший певицу на одном из эфиров проекта «Голос країни», куда он приехал в качестве специального гостя. Спонсором участия певицы в конкурсе выступил миллиардер Ринат Ахметов.
В первый конкурсный день Яремчук выступила с композицией британской певицы Леоны Льюис «Homeless», получила от жюри 97 баллов и заняла первое место.
Во второй конкурсный день спела песню Софии Ротару «Тече вода», получила от жюри 95 баллов и заняла второе место. В третий конкурсный день исполнила собственную песню «Весна». В итоге Мария заняла третье место, получила приз от компании «Мегафон» и возможность снять видеоклип, приз от телеканала Муз-ТВ на ротацию в эфире на протяжении месяца, а также приз зрительских симпатий.
В октябре 2012 года Мария представила песню «Со мной опять», написанную Константином Меладзе и Андреем Французом, а 26 ноября 2012 года состоялась премьера клипа на эту песню, снятого режиссёром Сергеем Ткаченко.
23 декабря 2012 года приняла участие в национальном отборе Украины на конкурс «Евровидение-2013», где заняла 5-е место, исполнив песню «Imagine».
В августе 2013 года был снят клип на авторскую украиноязычную композицию Марии «Тебе я знайду». Премьера клипа состоялась 13 сентября.
21 декабря 2013 года победила в украинском национальном отборе Конкурса песни «Евровидение-2014» с песней «Tick-Tock», чем заслужила право представлять Украину на Конкурсе песни «Евровидение-2014» в Копенгагене в мае 2014 года, где заняла 6-е место.
10 декабря 2014 года на украинском музыкальном теле-канале М1 состоялась премьера видеоклипа на песню «Против ветра», которую Мария написала сама. Режиссёром видеоклипа стал Виктор Скуратовский.
Снялась в украинской версии мужского журнала MAXIM. Номер вышел в феврале 2015 года. В российской версии журнала MAXIM эти фотографии были опубликованы в июньском номере.
В июне 2015 года в Киеве сняла клип на новую композицию «До тебе», а в декабре клип на песню «В чистім полі», режиссёром которого выступил Алан Бадоев. Клип был представлен в августе 2016 года.
В марте 2016 представила композицию «Недозволена», записанную в дуэте с Александром Пономарёвом. Впервые артисты исполнили эту песню в декабре 2015 года на юбилейном концерте Александра. После выхода песни в прессе появились слухи о романе между музыкантами.
В начале апреля 2017 года презентовала новую песню на украинском языке «Ти в мені є» и видеоклип на неё, режиссёром которого стал Алан Бадоев.
Сингл «Ти в мені є» стал очень популярным на Украине, композиция занимала лидирующие позиции в хит-парадах радиостанций, а клип находился в активной ротации музыкальных телеканалов.
В ноябре 2017 года на музыкальной премии M1 Music Awards, клип на песню «Ти в мені є» победил в трех номинациях: «лучший клипмейкер», «лучший оператор-постановщик» и «лучший монтаж».
2 марта, в день своего рождения, Мария выпускает лиричную композицию «Назавжди», автором которой, как и нескольких последних работ, становится Михаил Клименко.
В мае 2018 года сообщила о прекращении творческой деятельности. Одной из причин называют боязнь сцены.
В 2022 году после российского военного вторжения на Украину Мария Яремчук возобновила творческую деятельность, выпустив несколько новых песен.
11 мая 2023 года выступила на конкурсе песни «Евровидение-2023» во время проведения зрительского голосования, исполнив украинские песни.

### Личная жизнь
После дуэтной песни с Александром Пономарёвым в прессе появились слухи о романе между музыкантами. Официального подтверждения этой информации ни один из артистов не делал.

### Участие в шоу «Голос страны»
| Этап конкурса             | Исполненная композиция                 | Оригинальный исполнитель | Результат                                    |
| ------------------------- | -------------------------------------- | ------------------------ | -------------------------------------------- |
| Слепые прослушивания      | «Дорогой длинною»                      | русский романс           | Мария попала в команду Александра Пономарёва |
| Вокальные битвы           | «Стожари» (vs. Сергей Нетахата)        | Назарий Яремчук          | Спасена тренером                             |
| Вокальные битвы. На вылет | «Дорогой длинною» (vs. Аскар Задирака) | русский романс           | Спасена тренером                             |
| Прямые эфиры (неделя 2)   | «Hora din Moldova»                     | Нелли Чобану             | Спасена (Выбор Украины)                      |
| Прямые эфиры (неделя 3)   | «Homeless»                             | Леоне Льюис              | Спасена (Выбор Украины)                      |
| Четвертьфинал             | «Край»                                 | София Ротару             | Спасена (Выбор Украины)                      |
| Полуфинал                 | «My Heart Will Go On»                  | Celine Dion              | Спасена (103.19 %)                           |
| Финал                     | «Квітка Розмарія»                      | Назарий Яремчук          | Заняла 4-е место (23.61 %)                   |
| Финал                     | «Чомусь так гірко плакала вона»        | Александр Пономарёв      | Заняла 4-е место (23.61 %)                   |

## Дискография

### Синглы
- 2012 — «Со мной опять»
- 2013 — «Тебе я знайду»
- 2013 — «Tick-Tock»
- 2014 — «Против ветра»
- 2015 — «До тебе»
- 2015 — «Ждать»
- 2016 — «Білою фарбою»
- 2017 — «Ти в мені є»
- 2017 — «До нестями»
- 2018 — «Назавжди»

#### Как приглашенный исполнитель
- 2017 — «Хімія» — Ivan NAVI

## Видеоклипы
| Год  | Клип            | Режиссёр            | Альбом      |
| ---- | --------------- | ------------------- | ----------- |
| 2012 | «Со мной опять» | Сергей Ткаченко     | без альбома |
| 2013 | «Тебе я знайду» | Елена Коляденко     | без альбома |
| 2014 | «Без тебя»      | Дмитрий Перетрутов  | без альбома |
| 2014 | «Tick-Tock»     | Brit Phelan         | без альбома |
| 2014 | «Против ветра»  | Виктор Скуратовский | без альбома |
| 2015 | «До тебе»       | Радислав Лукин      | без альбома |
| 2016 | «В чистім полі» | Алан Бадоев         | без альбома |
| 2017 | «Ти в мені є»   | Алан Бадоев         | без альбома |